# Parc national Torndirrup
Le parc national Torndirrup (anglais : Torndirrup National Park) est un parc national dans la région du Great Southern en Australie-Occidentale, à 400 km au sud-est de Perth et à 10 km au sud d'Albany. Le parc a été classé en 1918.
Il abrite de nombreuses formations rocheuses côtières impressionnantes. On peut citer notamment the Gap, the Natural Bridge et the Blowhole tous façonnés dans le granit local. Le parc est situé le long de la côte sur le côté ouest de King George Sound et se compose d'une série de falaises, de ravins, d'échancrures, de plages et de promontoires.

## Histoire
La région est composée de trois principaux types de roche, l'un d'eux étant le gneiss. C'est le plus ancien d'entre eux qui s'est formé il y a 1 300 à 1 600 millions d'années. Ce type de roches se rencontre dans les falaises côtières. Les granites se sont formés plus tard lorsque la plaque australienne est entrée en collision avec la plaque antarctique il y a 11,6 millions d'années lorsque de la roche en fusion a remonté à la surface. Ces granites sont visibles au sommet de Stony Hill.
Le parc a été classé en 1918, c'est l'un des premiers parcs d'Australie-Occidentale. Il a ensuite été nommé en 1969 en prenant le nom du clan aborigène australien qui vivait dans la région. Le premier gardien a été nommé en 1973. C'est le parc le plus visité d'Australie-Occidentale avec environ 250 000 visiteurs par an.

## Faune et flore
On peut trouver un large éventail d'espèces florales dans le parc, comme Adenanthos sericeus, Agonis flexuosa, Eucalyptus cornuta, divers banksias  et des forêts de Karri. On trouve des plantes côtières telles que Westringia fruticosa, Pimelea ciliata et Scaevola aemula dans les landes. Le parc abrite également le très rare hybride Adenanthos × cunninghamii et Calectasia cyanea en danger critique d'extinction puisqu'il n'en existe plus qu'une seule population.
On y trouve aussi une faune de kangourous, des rats du bush, des opossums pygmées et le bandicoot à nez court se retrouvent dans le parc. On y observe aussi de nombreuses espèces de reptiles comme des serpents-tigres, des bardicks, des Pythons de Children et des dugites. En 1876, on y a trouvé le rare Dibbler. On y trouve aussi des oiseaux comme des méliphages, des Turnix et une grande variété d'oiseaux de mer [8]. On peut voir des baleines et des phoques depuis les falaises du parc à la bonne saison.
Austrarchaea mainae, une araignée rare et actuellement considérée comme menacée, a été retrouvée dans le parc au cours d'une enquête menée en 2008.

## Renseignements pratiques

### Tourisme
Aucun droit d'entrée n'est exigé pour entrer dans le parc. L'accès au parc se fait par la Frenchmans Bay Road qui est goudronnée et bien balisée. L'accès à la plupart des fonctionnalités se fait par des routes goudronnées. On ne trouve pas d'installations au sein du parc, mais des barbecues, des tables, des magasins et des toilettes se trouvent à proximité.
Le parc permet de nombreuses randonnées essentiellement d'une distance inférieure à 1 500 mètres, comme la marche Jimmy Newhills et la promenade Stony Hill Heritage Trail. La plus longue, Bald Head Walk, fait 10 km de long le long de la péninsule Flinders et s'achève à Bald Head à l'extrémité est du parc.